# 1053
Високе Середньовіччя  •  Золота доба ісламу  •  Реконкіста  •  Київська Русь

## Геополітична ситуація
Візантію очолює Костянтин IX Мономах. Генріх III править Священною Римською імперією, а Генріх I є королем Західного Франкського королівства.
Апеннінський півострів розділений між численними державами: північ належить Священній Римській імперії, середню частину займає Папська область, на південь від Римської області лежать невеликі незалежні герцогства, південна частина півострова належить частково Візантії, а частково окупована норманами. Південь Піренейського півострова займають численні емірати, що утворилися після розпаду Кордовського халіфату. Північну частину півострова займають християнські Кастилія, Леон (Астурія, Галісія), Наварра, Арагон та Барселона. Едвард Сповідник править Англією, Гаральд III Суворий є королем Норвегії, а Свейн II Данський — Данії.
У Київській Русі княжить Ярослав Мудрий. Королем Польщі є Казимир I Відновитель. У Хорватії править Степан I. На чолі королівства Угорщина стоїть Андраш I.
Аббасидський халіфат очолює аль-Каїм, в Єгипті владу утримують Фатіміди, в Магрибі — Зіріди, почалося піднесення Альморавідів, в Середній Азії правлять Караханіди, Хорасан окупували сельджуки, а Газневіди захопили частину Індії. У Китаї триває правління династії Сун. Значними державами Індії є Пала, Чола. В Японії триває період Хей'ан.

## Події
- Ерлом Вессексу після смерті батька Годвіна став Гарольд II, майбутній король Англії.
- Герцог Нормандії Вільгельм, в майбутньому Завойовник, здобув перемогу над своїм дядьком графом Аркесом. Одруження герцога Вільгельма з Матильдою, старшою дочкою Балдуїна V, графа фландрського, і графині Адель, предком якої був Альфред Великий.
- 3000 норманських лицарів завдали поразки в Південній Італії військам папи Лева IX та його союзникам у битві при Чивітате. Один з керівників норманів — Роберт Гвіскар. Лев IX потрапив у полон. Примирення.
- Війна куманів (половців) з гузами (торками).
- Альморавіди розпочали підкорення Сиджильмасси (територія сучасного Марокко).
- Постає італо-норманське графство Лорітелло.
- Облога візантійцями мальтійського міста Мдіна.
- Візантійсько-печенізькі війни.